# Purmerbuurt
Purmerbuurt is een kruispuntdorp in de polder Purmer aan de rand van de stad Purmerend, in de gemeente Purmerend in provincie Noord-Holland. Het dorp heeft de postcode van Purmerend.
Het dorp ligt aan het kruispunt van de Westerweg en Purmerenderweg. De bewoners worden tot het buitengebied van de gemeente gerekend.
Het dorp heeft een eigen (hervormde) kerk, de Purmerkerk. Purmerbuurt is omringd door sportvelden en het Purmerbos.
Er staan twee herdenkingsmonumenten in Purmerbuurt. Het eerste is voor Jan Adriaanszoon Leeghwater en het tweede, dat bij de kerk staat, is voor vier Waterlandse oorlogsslachtoffers.
Stad: Purmerend      

Dorpen: Middenbeemster · Noordbeemster · Purmerbuurt · Purmer (deels) · Westbeemster · Zuidoostbeemster

Buurtschappen: Arenberg · Assummerbuurt · De Blikken Schel · Halfweg · Het Hoekje · Hoornsche Keet · Klaterbuurt · De Zevenhuisjes
Noord-Holland: Steden en dorpen in Noord-Holland      Nederland: Provincies · Gemeenten